# پرت اند ویتنی جی‌جی۴
پرت اند ویتنی جی‌جی۴ (به انگلیسی: Pratt & Whitney GG4) یک توربین گاز دریایی و صنعتی ساخت کارخانهٔ پرت اند ویتنی در کشور ایالات متحده آمریکا است . 